# Yuka Morii
Yuka Morii (en japonés: 森井 ユカ,もりい ユカ, 森井由佳; Tama, Tòquio, 1965) és una escultora japonesa, dissenyadora de personatges i especialitzada en figures d'argila.
A més de realitzar il·lustracions tridimensionals i dissenys de personatges amb argila de resina, és professora a temps parcial a l'Escola de Disseny de Kuwasawa.
És coneguda per les seues il·lustracions de Pokémon TCG, i pels dissenys relacionats amb els Yōkai, realitzant-ne diverses exposicions. També ha publicat llibres sobre supermercats. El seu marit és un il·lustrador, Mori Ikusuo.